# Historia del regionalismo de Andalucía Oriental

Delimitación de Andalucía Oriental, Alta Andalucía o Región de Granada en España, según algunos regionalistas de Andalucía Oriental.

La historia del regionalismo de Andalucía Oriental comprende los movimientos y corrientes de pensamiento cuya ideología se basa en la existencia histórica de dos Andalucías. Como señala el profesor Antonio López Ontiveros: 

Podía ser Andalucía un hecho sociológico, psicológico-social, incluso literario, etc., pero hasta 1833 los documentos geográficos más fiables distinguieron entre Andalucía y Granada, y aquella fue definida imprecisamente

 El historiador Antonio Domínguez Ortiz, por su parte, también mantiene la tesis de que, hasta 1833, Andalucía no fue nunca una circunscripción con entidad propia. La identificación histórica de Andalucía Oriental con el Reino de Granada ha dado lugar a que estas corrientes también hayan recibido el nombre de «regionalismo granadino».

## Antecedentes

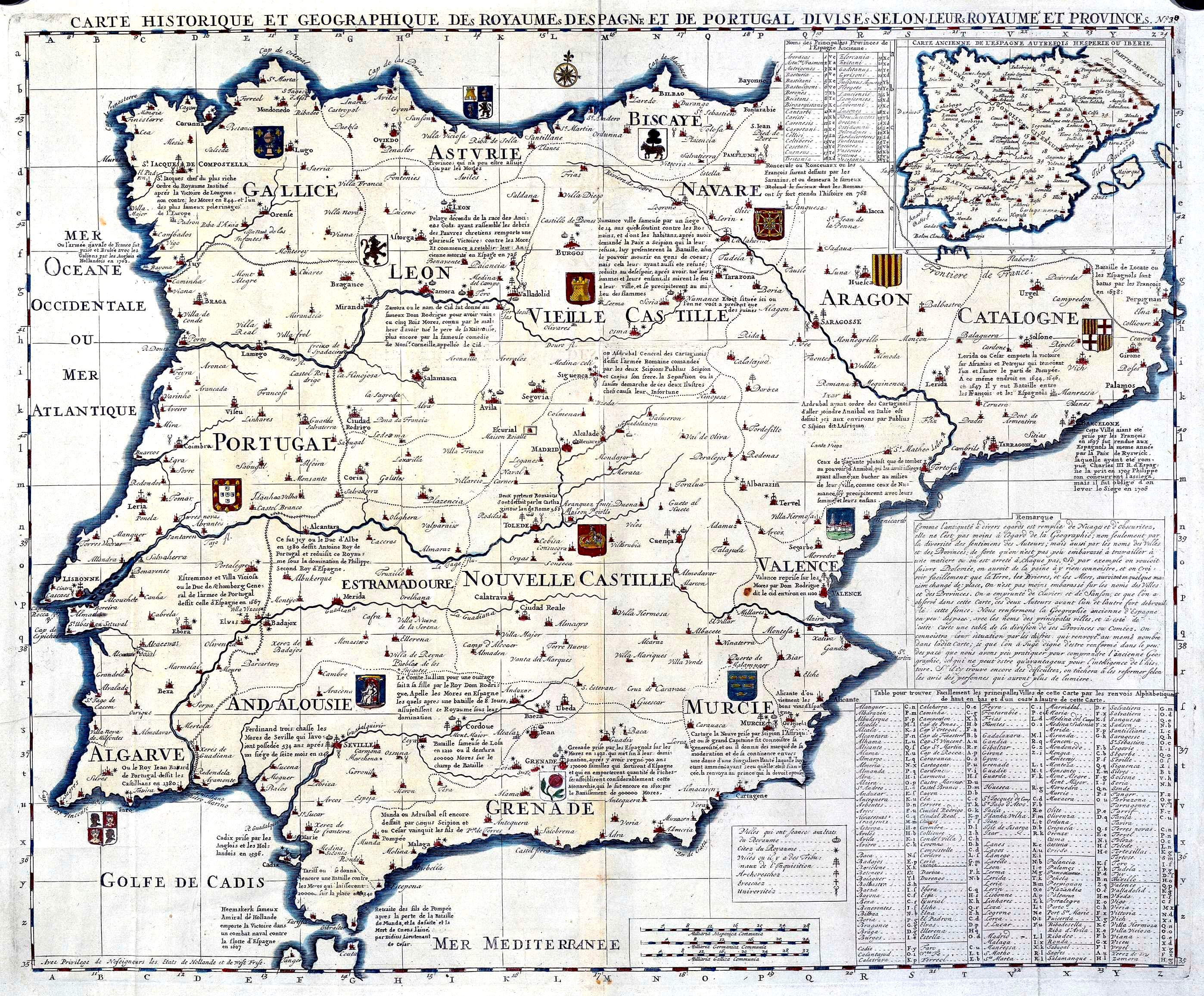
Mapa francés de principios del de las regiones de España, donde se puede distinguir al Reino de Granada y a Andalucía como territorios diferenciados.

En el análisis de los antecedentes históricos de estas corrientes de pensamiento regionalista, y siguiendo la exposición de López Ontiveros, destacan los siguientes hechos históricos:

### Andalucía y Granada en los siglos XVI a XVIII
En toda la cartografía histórica de este periodo, tanto la española como la extranjera, «el Reino de Granada siempre es representado aparte de Andalucía, que normalmente se refiere a los otros tres reinos» (Sevilla, Córdoba y Jaén). Como ejemplos, Ontiveros cita los mapas de Jerónimo Chaves (1579), incluido en el Theatrum Orbis Terrarum de Ortelius; la Andaluzia Nova Descritio de Hondius (1606); el mapa Granata et Murcia Regna (segunda mitad del siglo XVIII); la cartografía de los jesuítas Martínez y De la Vega (1739-1743); el Atlas de Tomás López (1785); o el Atlas Marítimo de Vicente Tofiño.
En el mismo Catastro de Ensenada, el poblamiento de la actual Andalucía se ordena conforme a los cuatro reinos de Andalucía, de los que sólo tres (Sevilla, Córdoba y Jaén) aparecen referenciados como Andalucía. Ontiveros, además, y en relación con ello, indica que, incluso, 

La denominación de las Nuevas Poblaciones carolinas en una época muy avanzada del siglo XVIII es un serio inconveniente para la admisión de Andalucía como término geográfico comprensivo de todo nuestro territorio: Nuevas Poblaciones de Andalucía son las que se implantan en el Reino de Córdoba y en el Reino de Sevilla; y de Sierra Morena las que se crearon en el Reino de Jaén. O sea que, con claridad, Andalucía sólo se refería a los Reinos de Córdoba y Sevilla

### El concepto de la región oriental en el siglo XIX

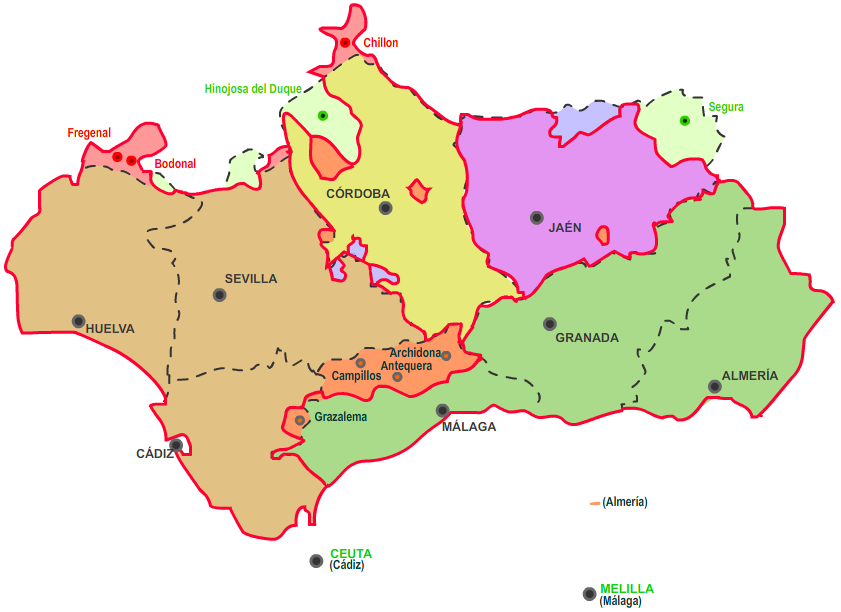
Cambios de límites realizados sobre los reinos existentes para crear las provincias del Real Decreto de 1833.

La división provincial de Javier de Burgos de 1833 incluía 49 provincias. El mismo decreto que creó la división provincial agrupó a las provincias en «regiones históricas». Sin embargo, el decreto de Javier de Burgos no pretendía crear ningún nivel administrativo superior al provincial. Así, las regiones definidas no tenían ningún tipo de competencia u órgano administrativo o jurisdiccional común a las provincias que agrupaba, teniendo la adscripción a regiones un carácter clasificatorio, sin pretensiones de operatividad administrativa.

La Andalucía, que comprende los reinos de Córdoba, Granada, Jaén y Sevilla, se divide en las ocho provincias siguientes: Almería, Cádiz, Córdoba, Granada, Huelva, Jaén, Málaga y Sevilla.
Real Decreto de 30 de noviembre de 1833

El decreto de Javier de Burgos crea las provincias actuales, pero modificando, en algunos casos sustancialmente, los límites de los antiguos reinos. Eso es especialmente significativo en el caso de las nuevas provincias de Málaga, que recibe territorios del reino de Sevilla, y Jaén, que los recibe de los de Murcia, Toledo y Granada.
Tras la desaparición del Reino de Granada mediante este decreto, la percepción geo-política de Andalucía cambia, aunque permanece el concepto de la región de Granada en diversas corrientes de pensamiento, como se refleja en la obra de Miguel Lafuente Alcántara, Historia de Granada comprendiendo la de sus cuatro provincias Almería, Jaén, Granada y Málaga, desde remotos tiempos hasta nuestros días, su obra por excelencia publicada en 1843, donde indica que:

Las cuatro provincias de Almería, Jaén, Málaga y Granada, sometidas a la jurisdicción de la audiencia y a la autoridad del capitán general de esta misma ciudad, pueden designarse con el nombre genérico de granadinas.

También la organización administrativa mantiene el trazo de dos regiones diferenciadas en buena parte de su organización territorial: Se mantiene la división en dos audiencias territoriales, persisten las dos regiones militares (capitanías), se crean demarcaciones administrativas supraprovinciales en varios Ministerios respetando la tradicional división y, en líneas generales, se recoge esta en los proyectos de estructuración territorial del periodo.
La primera regionalización efectuada fue la judicial en 1834, en cuyo texto indica la necesidad de «uniformar la demarcación judicial con la administrativa, y hacer una distribución proporcionada de territorios en las audiencias y chancillerías». Esa pretendida uniformidad de la organización territorial con fines funcionales no coincide con las regiones meramente clasificatorias recogidas en el Decreto de Javier de Burgos de 1833, al que, no obstante, hace referencia explícita porque se basa en las provincias establecidas en él.

### Los proyectos territoriales del siglo XIX

Gobiernos Generales propuestos en el Decreto de Escosura de 1847.

Siguiendo al profesor Lacomba Abellán, son numerosos los proyectos de organización territorial que, a lo largo del siglo XIX, proponen una región integrada por lo que hoy llamamos Andalucía Oriental, con este u otro nombre, pero siempre con el mismo ámbito geográfico.
Así, en 1847, Patricio de la Escosura promulgó un decreto que dividía la gobernación del reino con once gobiernos generales. El decreto establecía el gobierno de Granada, con capital en Granada, y formado por las provincias de Granada, Málaga, Almería y Jaén, diferenciado del gobierno de Andalucía, con capital en Sevilla, e integrado por las provincias de Sevilla, Córdoba, Cádiz y Huelva, aunque el decreto no llegó a ponerse en práctica, pues se promulgó el 29 de septiembre y se derogó el 5 de octubre, siete días después. 

Estados que componen la Nación Española según el proyecto de Constitución Federal de 1873. No se representan Cuba ni Puerto Rico. Distribución provincial orientativa, dado que su configuración era competencia de los Estados miembros.

En 1873, durante la Primera República Española, se elaboró un proyecto de Constitución, que no llegó a promulgarse, que definía a España como una República Federal, integrada por diecisiete estados con poder legislativo, ejecutivo y judicial. El artículo primero de dicho proyecto decía: 

Componen la Nación Española los Estados de Andalucía Alta, Andalucía Baja, Aragón, Asturias, Baleares, Canarias, Castilla la Nueva, Castilla la Vieja, Cataluña, Cuba, Extremadura, Galicia, Murcia, Navarra, Puerto Rico, Valencia, Regiones Vascongadas.

Según los artículos 92 y 93, estos estados tendrían una completa autonomía económico-administrativa y toda la autonomía política compatible con la existencia de la Nación, así como la facultad de darse una Constitución política. Esta constitución, cuyo texto se atribuye principalmente a Castelar, nunca llegó a promulgarse. No obstante, Agustín Ruiz Robledo, profesor de Derecho Constitucional de la Universidad de Granada, asegura sobre este proyecto de Constitución que:

su artículo 1.º al enumerar los Estados miembros incluye Andalucía Alta y Andalucía Baja, sin que en los tres días que se pudo discutir el Proyecto en el Pleno de las Cortes Constituyentes conste ninguna queja al respecto. (...) Como no fue elaborado por centralistas deseosos de romper la unidad consustancial de Andalucía, argumento al que se recurre con harta frecuencia, es difícil refutarlo como prueba de la existencia en el siglo XIX de, por lo menos, dos Andalucías diferenciadas por factores históricos geográficos, económicos y sociales.

Regiones propuestas en la reforma impulsada por Segismundo Moret en 1884.

Regiones propuestas en la reforma impulsada por Francisco Silvela y Joaquín Sánchez de Toca en 1891.

En 1884, el liberal Segismundo Moret presentó a las Cortes el 6 de enero un proyecto de reforma de la Ley Provincial, que distribuía la jurisdicción administrativa y el gobierno político de España en quince regiones, por motivos puramente administrativos y económicos y sin concesión alguna a la autonomía regional. En lo relativo a la región de Granada, la «Reforma Moret» planteaba la misma demarcación y nomenclatura que el decreto de Escosura. Sin embargo, la región que Escosura llamaba Andalucía, Moret la llamó Sevilla. Este proyecto tampoco llegó a tener vigencia.
En 1891, Silvela y Sánchez de Toca redactaron un nuevo proyecto de división territorial de España, que establecía para la región de Granada la misma demarcación y nomenclatura que en la Reforma Moret. Este proyecto pretendía dotar de mayores atribuciones no sólo a las entidades regionales, como el proyecto constitucional de 1873, sino también a las entidades municipales y provinciales. No obstante, este proyecto no llegó a presentarse a las Cortes.
Granada es una de las cuatro únicas regiones peninsulares que mantienen inalterable su configuración territorial en todos los proyectos de regionalización de España durante el siglo XIX, junto con Cataluña, Galicia y Andalucía/Sevilla.

## Regionalismo del siglo XX
Desde la existencia del regionalismo de Andalucía Oriental y el andalucismo —tanto nacionalismo como regionalismo— se han producido varios desencuentros entre sus seguidores. Así, ambos sectores políticos se diferencian en numerosos aspectos durante la II República:
- Territorio. Los andalucistas defendían una Andalucía única y unida formada por las provincias de Almería, Cádiz, Córdoba, Granada, Huelva, Jaén, Málaga y Sevilla, mientras que los regionalistas de Andalucía Oriental preferían formar la Mancomunidad de Andalucía Oriental formada por las provincias de Almería, Granada, Jaén y Málaga —finalmente esta última se descolgó del proyecto—.[16]
- Grado de autonomía. Los andalucistas, según la variante del andalucismo, propugnaban 3 opciones: que Andalucía se independizase de España, que se convirtiese en un estado federado dentro de España o que se constituyese en mancomunidad; mientras que los regionalistas de Andalucía Oriental defendían una mancomunidad propia para la región histórica de Andalucía Oriental o la Alta Andalucía.
- Resultados electorales. Pese a que Blas Infante encabezó varias veces candidaturas andalucistas durante la Segunda República, nunca obtuvo representación; los regionalistas de Andalucía Oriental, al contrario, sí que obtuvieron buenos resultados: así, Acción Granadina obtuvo 6 concejales en las elecciones 1931 en Granada y el Partido Republicano Autónomo de Granada consiguió la alcaldía de la misma ciudad en 1936. A su vez, otros partidos no implícitamente regionalistas de Andalucía Oriental, como el PSOE, se mostraron a favor de la autonomía de Andalucía Oriental.[17][13]

### Generación del 98 y Regeneracionismo

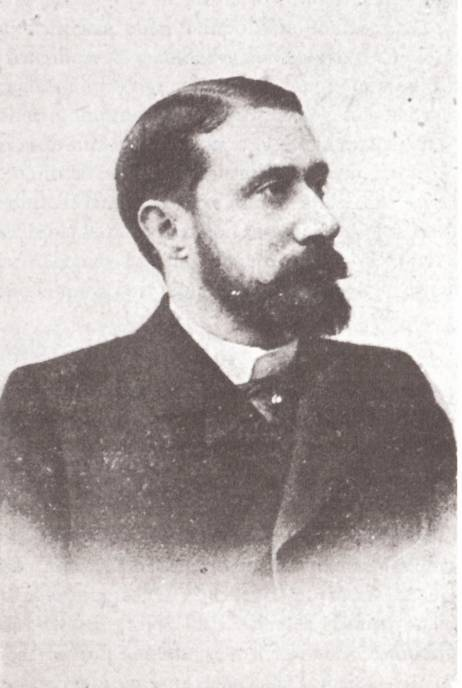
Paco Seco de Lucena, precursor del regionalismo de Andalucía Oriental.

En los últimos años del siglo XIX surgió el regionalismo granadino, como corriente de pensamiento específica. Los liberales Paco Seco de Lucena y Juan Echevarría defendieron la idea de la comunidad política de Andalucía Oriental durante la Restauración y el regeneracionismo político. Ellos fueron impulsores de la reunión de la Asamblea Regionalista en el Ayuntamiento de Granada, el 16 de mayo de 1897, en torno a la cual se ofrecieron importantes conferencias y debates en círculos cultos, entre las que se cuenta la que Seco de Lucena ofreció el 6 de enero de 1898 en la Cámara de Comercio de Granada bajo el título El Regionalismo, en que concluía que este era el modo más acertado de dar solución a las necesidades locales, dado el acercamiento de la gestión política a los problemas, en referencia explícita a la "región granadina".
En 1898, el escritor y diplomático español Ángel Ganivet declaraba: 

Yo, que soy andaluz, declaro que Andalucía políticamente no es nada, y que al formarse las regiones habría que reconocer dos Andalucías: la alta y la baja; el mismo Pi y Margall, en Las Nacionalidades, las admite.

A principios del siglo XX, tras la publicación en 1913 del Decreto sobre mancomunidades, surgieron en Granada voces regionalistas que reivindicaban cierta cohesión administrativa de las provincias orientales andaluzas, con capital en dicha ciudad. La Diputación Provincial de Granada llegó a redactar un proyecto de bases para la creación de una Mancomunidad de Andalucía Oriental, a la manera de la Mancomunidad de Cataluña, que no llegó a prosperar. Estas mancomunidades consistían en una asociación de provincias para administrar ciertas competencias.

### Elecciones municipales de 1931
Para las elecciones municipales del 12 de abril de 1931, como novedad en el panorama político de Granada, se creó un nuevo partido, llamado Acción Granadina, creado por el médico y político Fermín Garrido Quintana, cuya ideología pretendía ser netamente granadinista, centrado en los problemas y los objetivos básicamente de la zona de influencia de Granada. Obtuvo 6 concejales, junto a 15 de los Republicanos Autónomos, 14 de los socialistas y 5 del Grupo de Acción Republicana. Este ayuntamiento fue destituido gubernativamente en octubre de 1934, aunque volvió a tomar posesión tras el triunfo del Frente Popular, en 1936, hasta el golpe militar del 18 de julio.

### Segunda República Española
Durante la Segunda República se produjeron varios desencuentros y confrontaciones entre los andalucistas —tanto nacionalistas como regionalistas— y los regionalistas de Andalucía Oriental. Así, ambos sectores políticos se diferenciaban en numerosos aspectos como el territorio, el grado de autonomía o los resultados electorales, que marcaron profundamente el devenir ambas reivindicaciones durante la II República, provocando avances y retrocesos en ambos sectores políticos.
Con la proclamación de la Segunda República y la promulgación de la Constitución de 1931, se abrió una nueva posibilidad legal de conceder cierta autonomía política a las regiones españolas. Acogiéndose a la posibilidad que planteaba la nueva constitución, la Diputación de Sevilla organizó una asamblea, a celebrar en Córdoba en mayo de 1932, con la intención de aprobar las  bases de un Estatuto de Autonomía que había redactado. El encuentro se canceló por falta de ambiente y se pospuso hasta enero de 1933.
Previamente, en junio de 1931, la Diputación de Jaén, a propuesta de su homóloga sevillana realizó una campaña de propaganda andalucista con escaso éxito. En abril de 1932, a la Asamblea Provincial para el estatuto andaluz faltaron todos los alcaldes, y los escasos asistentes no se pusieron de acuerdo. La Sociedad Económica de Amigos del País manifestó que con ese estatuto «se pone de relieve el desconocimiento de la realidad étnica, geográfica y económica», añadiendo que «el estatuto no tiende hacia la descentralización sino a la centralización en Sevilla», postura compartida con el Ayuntamiento y la Cámara de Comercio. En enero de 1933 el periódico Democracia recogió opiniones en contra de la región de ocho provincias y de Sevilla como capital. La opción de ser parte integrante de la Mancomunidad de Andalucía Oriental se consideró «lo más conveniente a nuestros intereses» por la homogeneidad y el estrecho contacto con Granada.
El Ayuntamiento de Granada encargó una ponencia que elaboraron conjuntamente dos concejales de izquierdas (Manuel Fernández Montesinos del PSOE y Luis Fajardo Fernández del Partido Republicano Autónomo de Granada, luego Izquierda Republicana) y uno de derechas (Carlos Morenilla Blanes de Acción Granadina), en la que acordaron «impugnar la formación y aprobación del estatuto, y oponerse a que prospere esa artificiosa y no sentida mancomunidad andaluza», proclamando a su vez que «es una realidad histórica, geográfica y administrativa, la existencia de la región de Andalucía Oriental». Este sentimiento unánime de Granada se escenificó de nuevo el 28 de enero de 1933 en una reunión del Ayuntamiento, Diputación, Cámara de Comercio, colegios profesionales, agrupación socialista, etc. Así, Carreño, portavoz de la agrupación socialista, declaró: 

sometido el asunto que se debate a la Agrupación Socialista, esta se ha pronunciado unánimemente contraria al Estatuto (…) hemos de tender a que haya una región, Andalucía Oriental, con la capitalidad en Granada, pues así es de justicia y nos pertenece en derecho (…) nunca se debe llegar a una sola región como propugna Sevilla.

En la misma reunión, Torres Calleja, representante de la Diputación de Granada, relató: 

la representación de Jaén, que se mostró conforme en un todo con que fuera Granada la capitalidad de Andalucía Oriental, por la que propugna, constituyéndola también Málaga y Almería, con Jaén y Granada. También Almería se ha mostrado conforme.

De un Cabildo municipal previo a la Asamblea de Córdoba, el diario Noticiero Granadino recogía los términos en los que se hacía referencia al proyectado Estatuto Andaluz: 

el asunto del Estatuto-camelo con que, a los acordes de "La Giralda" y ondeando la bandera blanca y verde, se querrá saldar el déficit del Certamen sevillano.

En Almería, la Casa Consistorial de la capital envió una carta fechada el de 24 de enero de 1933 al Ayuntamiento de Granada, en la que defendía una Mancomunidad de Andalucía Oriental formada por Almería, Granada y Jaén, «en cuyo caso sí están garantizados nuestros intereses», afirmando que «la unión propuesta debe aspirar a ser permanente, evitándose que errores de constitución o de procedimiento la conviertan en efímera o en infecunda (…) no vamos contra radie, vamos a favor de los que pueden y deben vivir en el mismo hogar, en paz inalterable, en amorosa convivencia, sin recelos de reyerta próxima y a la larga de divorcio (…) una elemental previsión aconseja como más prudente, que romper el vínculo, desistir de establecerlo». En estos mismos términos de autonomía para Andalucía Oriental se expresaron el conjunto de fuerzas vivas de Almería en una asamblea celebrada el 27 de enero, con representantes de la Diputación Provincial, Cámara de Comercio, Cámara de la Propiedad Urbana, agrupaciones políticas como Acción Republicana o el Partido Socialista, alcaldes de los principales municipios de la provincia, etc.
Entre las personalidades afines al ambiente intelectual sevillano se produjeron diversas manifestaciones sobre la relación entre Sevilla y las provincias de Andalucía Oriental. Así, la cuestión de la capitalidad moral de una Andalucía unitaria y de su desequilibrio territorial ya había sido anticipada en 1931 por el notario Blas Infante, en su La verdad sobre el complot de Tablada y el Estado libre de Andalucía, donde expone: 

¡Ahí es nada! ¡Suponer que porque Sevilla y su provincia se llegasen a levantar en armas iban a secundar el movimiento las demás comarcas andaluzas, sin previa preparación! ¡Como si Sevilla viniese a ejercer autoridad alguna sobre las demás ciudades andaluzas, si aún siquiera ligera influencia sobre la Andalucía Oriental, Córdoba ni Jaén! ¡Como si la capitalidad de Andalucía (la cabeza, y por consiguiente, el pensamiento director), estuviese discernida a Sevilla por el reconocimiento de alguna de las demás provincias andaluzas! En la Historia de Andalucía, se llega a aprender, además, que jamás se intentó por alguien hacer de Sevilla centro de un movimiento revolucionario de Andalucía, político ni societario, y que si alguna vez se ensayó ese intento, no pudo alcanzar nunca un apreciable desarrollo. Al contrario de lo que sucede con los operados en Andalucía del Centro y Oriental, y con la región de Cádiz, unida con esta última, los cuales llegaron a ofrecer con una importancia beligerante tomada en seria consideración por los Gobiernos españoles. Granada, Córdoba, Málaga, Cádiz, he aquí el territorio de prestigio revolucionario, el único adecuado para servir de centro director a un movimiento, el cual pudiera llegar a obedecer toda Andalucía ¡Pero Sevilla!

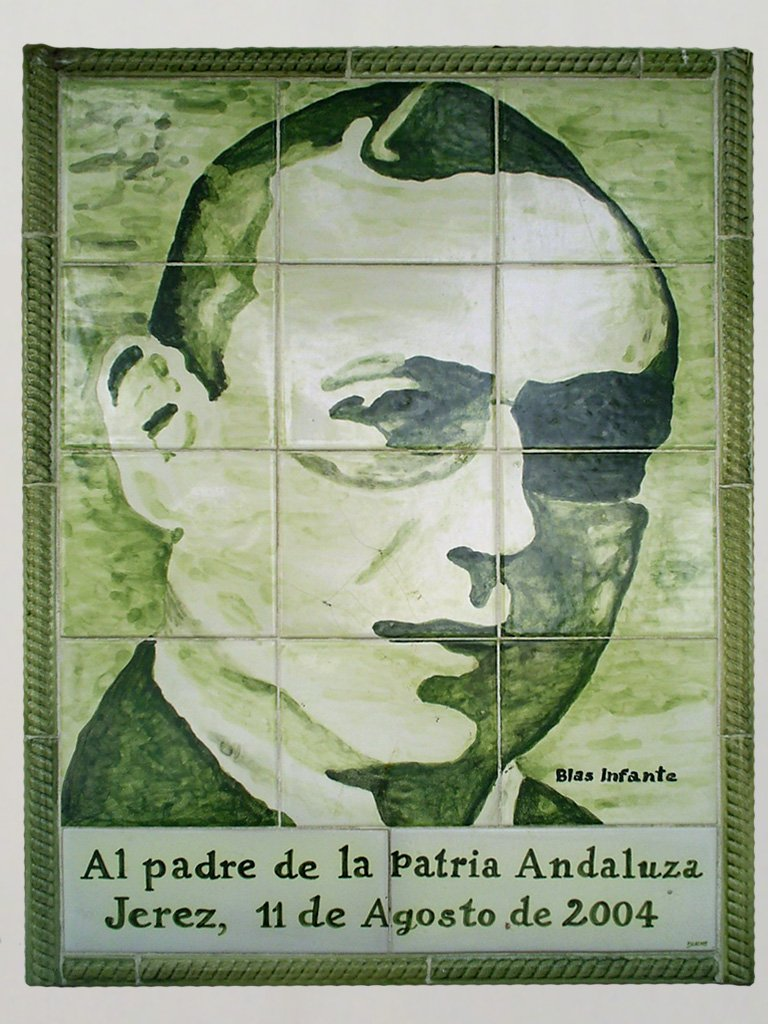
Blas Infante, principal propulsor de una Andalucía única y unida.

Sin embargo, Carlos García Oviedo, Catedrático de Derecho administrativo de la Universidad de Sevilla, un mes antes de la Asamblea de Córdoba previó la hegemonía sevillana en la línea de las ideas defendidas por los representantes de Andalucía Oriental: 

Las dos Andalucías —oriental y occidental— no están capacitadas para entenderse. Carecen de las necesarias relaciones materiales y de afectividad. Además, dentro de cada grupo invencibles sentimientos de recelo y suspicacias contra la posible hegemonía de alguna provincia —en este caso, la de Sevilla— estorbarán siempre la obra que se intentara. Recientemente Cádiz ha mostrado su oposición al proyecto. Y esto se ha acusado en la provincia, sin duda, más unida a Sevilla por vínculos de hermandad. ¿Qué será en Granada, en Almería, en Jaén, con las cuales tan poco contacto tenemos?

Llegada la Asamblea de Córdoba, los representantes políticos, económicos y sociales de Almería, Granada y Jaén reivindicaron la Mancomunidad Regional de Andalucía Oriental ante las fuerzas vivas del resto de Andalucía. Ante la hostilidad de los delegados de Córdoba y Sevilla, la propuesta de Blas Infante de residenciar a las provincias disidentes, las insinuaciones de los representantes sevillanos de «que las representaciones disconformes tenían expedito el camino de ausentarse de la Asamblea y dejar que la prosiguieran aquellas otras que fueron partidarias del Estatuto» y la manifiesta parcialidad de la presidencia de la Asamblea que no desautorizó tales palabras, los representantes de Andalucía Oriental se retiraron de la Asamblea. Los representantes de Málaga (cinco de 233, es decir, el 2% del total), permanecieron en la asamblea, fieles al acuerdo que habían tomado de asistir «en calidad de oyentes sin pretender asumir los acuerdos que se pudieran tomar».
La realidad es que la rivalidad entre las provincias de Andalucía Oriental y las provincias occidentales, fueron «la mayor dificultad para la tramitación del Anteproyecto de Estatuto de Andalucía».
Tras la Asamblea, la comisión provincial de Granada prosiguió en sus planes regionalistas para Andalucía Oriental. El espíritu regionalista permaneció animado por los diferentes periódicos granadinos: 

la delegación de Sevilla nos ha recordado al famoso personaje Juan Palomo (…) al pasodoble flamenco y a la bandera blanca y verde, que constituye la obra de Sevilla, hubiera opuesto el grupo de Andalucía Oriental, las características autonómicas a que aspiramos (…)Esto es lo que conviene a Granada, a pesar de las opiniones contrarias de quienes por no ser granadinos y mirar a nuestra tierra a través de su interés y medio personal, quisieran verla estancada, ausente de todo movimiento de renovación, para más fácilmente explotarla.
Noticiero Granadino (3 de febrero de 1933)

en Andalucía no hay un sentimiento regional (…) Nuestra disconformidad con el Estatuto sevillano que se pretende imponer a Andalucía, no implica una total renuncia de nuestras posibilidades autonómicas. Granada, por eso, debe permanecer alerta y con el ánimo despierto para defender sus altos intereses regionales en unión de aquellas provincias hermanas a las que puede y debe unir un ideal común dentro de Andalucía oriental.
El Defensor de Granada (4 de febrero de 1933)

Después de lo que puede considerarse como un fracaso de la proyectada excéntrica hegemonía sevillana sobre toda Andalucía; después de malograrse al nacer el llamado Estatuto Andaluz, Granada tiene que emprender una labor profunda, persistente, en pro de la autonomía de Andalucía oriental (…) Para centralismo, mal estará el de Madrid, pero mucho peor sería el de la bandera blanca y verde y el pasodoble flamenco.
Noticiero Granadino (9 de febrero de 1933)

Los planteamientos regionalistas permanecieron durante toda la Segunda república. Así, en junio de 1936, los diarios seguían reflejando las aspiraciones de autogobierno: 

Ahora han convocado para el día 28 en Sevilla una Asamblea (…) Allí deben ir nuestras autoridades, parlamentarios y representantes de fuerzas vivas a sostener la necesidad de las dos Andalucías autónomas: la Occidental y la Oriental, tan diversas, tan perfectamente delineadas por el factor geográfico, el histórico y aún el psicológico. ¿Qué de común hay entre las provincias orientales – Almería, por ejemplo – y las occidentales como Cádiz o Huelva, sometidas a la órbita sevillana? Nada, como no sea la comunidad de patria. En cambio sí hay afinidades notables entre Almería, Jaén, Málaga y Granada (…) La que pudiéramos llamar Andalucía Alta no guarda más relación con la Andalucía Baja que el tener la misma denominación regional. Por lo demás, en el carácter, en las costumbres, en los menores detalles, hay una acusada diferencia (…) A nosotros no se nos ha ocurrido el absurdo que a Sevilla, de pretender la capitalidad de provincias no afines (…) Ellos a dominar en su parte llana, pero dejándonos a los de la montaña que nos compongamos como queremos.

El Ayuntamiento de Granada en pleno municipal de 19 de junio acordó «mantener la necesidad de las dos entidades regionales y los derechos de Granada a la capitalidad de Andalucía Oriental», siendo alcalde Manuel Fernández Montesinos.
Pese a todo lo que se avanzó para la constitución de la Mancomunidad de Andalucía Oriental, con el estallido de la Guerra Civil, el proceso, junto con el rechazo a formar parte de una Andalucía única y unida, se paralizó.

### La región de Andalucía Oriental durante de la dictadura
En el proceso de centralización política y administrativa que se produjo tras la Guerra Civil, las tendencias regionalistas se vieron fuertemente reprimidas por el poder, dentro de la represión general contra la herencia republicana. En 1964 se crearon los tribunales de Orden Público, para juzgar delitos políticos. Todo ello hizo que las ideas regionalistas se mantuvieran latentes, a pesar de que, en la organización administrativa de la dictadura franquista, Andalucía Oriental fue una de las diez regiones en que se dividió el territorio nacional peninsular, a efectos de la estructura de organismos supraprovinciales y estadística. El ámbito regional se mantuvo en órganos administrativos (Audiencias territoriales, Capitanías militares, Policía, Administración de Carreteras, etc.), colegios profesionales, distritos universitarios o estudios estadísticos y económicos, aunque sin que de ello se dedujera ninguna consecuencia política.

### El regionalismo de Andalucía Oriental durante la Transición Democrática

Bandera de Andalucía Oriental diseñada por la UCD de Granada, que consta de cinco franjas (verdes y blancas) que se alternan, empezando por el verde, con un triángulo rojo adiestrado en la parte izquierda según se mira y con un sol dorado en el centro de dicho triángulo, representando el oriente.

Solamente a finales del siglo XX, una vez ya consolidada la Andalucía de ocho provincias, vuelven a reaparecer posicionamientos teóricos que recuperan las ideas regionalistas. Durante la Transición Española, con la promulgación de la Constitución de 1978, se reabrió en España el proceso autonómico iniciado en la Segunda República. Había dos formas para acceder a la autonomía:
- El artículo 151, también denominado vía rápida, que permitía gozar, desde el principio, de todas las competencias que les pudieran ser constitucionalmente atribuidas.
- El artículo 143, también denominado vía lenta, por el cual las comunidades autónomas sólo podrían asumir las competencias enumeradas en el apartado primero del artículo 148, debiendo esperar cinco años hasta poder recibir el resto de competencias que no fueran exclusivas del Estado.

En el caso de Andalucía, la UCD, partido entonces gobernante, estuvo en contra de iniciar su proceso autonómico a través del artículo 151, defendiendo la aplicación del 143, que preveía menos competencias autonómicas. Por ello la UCD hizo un llamamiento a la abstención en el referéndum que había de ratificar las iniciativas de la Junta Preautonómica Andaluza.
El proceso para constituir a Andalucía como comunidad autónoma estuvo sembrado por numerosas polémicas y divisiones. En un principio, el partido más votado en España, Unión de Centro Democrático (UCD), promovía la autonomía para Andalucía Oriental (principalmente desde las delegaciones provinciales de Granada y Almería); sin embargo, en tres meses antes del referéndum sobre la iniciativa del proceso autonómico de Andalucía UCD «renunció a las dos Andalucía si el Estatuto de Autonomía contemplaba las peculiaridades provinciales», peculiaridades que no fueron incluidas en dicho estatuto. Dentro del partido centrista, como defensores de los posicionamientos más proclives a una Andalucía Oriental autonómica, destacaron importantes personalidades de la sociedad local granadina y almeriense como José Sánchez Faba, Antonio Jiménez Blanco, Juan Antonio Gómez Angulo, Jesús Durbán Remón y Fausto Romero-Miura.
A principios de los años 90, sugieron fuerzas políticas de carácter provincial, fuertemente inspiradas por los principios rectores del Regionalismo de Andalucía Oriental, promovidas, en algunos casos, incluso por líderes regionalistas de la Transición Española, como fue el caso de Unidad Granadina (UG), que obtuvo varias alcaldías y medio centenar de concejales en la provincia de Granada, o Unión Regionalista Almeriense (URAL).

## SigloXXI

Bandera propuesta por la PAO para Andalucía Oriental.

No sería hasta bien entrada ya la primera década del siglo XXI, cuando aparecen movimientos organizados, aún minoritarios, herederos de esas ideas regionalistas. Así, en 2008, se constituyó la Plataforma por Andalucía Oriental y, dos años más tarde, el Partido Regionalista por Andalucía Oriental, que sólo actúa en las provincias de Almería, Granada y Jaén. Además, en 2018 se crea la asociación por la región de Granada.
Más adelante, en el 2023, empezarían a aparecer nuevas voces, destacando la plataforma política Granada Contigo, que si bien actualmente no se define abiertamente como regionalista, si comparte ciertos elementos característicos del regionalismo oriental, tales como el agravio comparativo, el rechazo al centralismo sevillano o la necesidad de un movimiento político netamente granadino. Su presencia mayoritariamente se encuentra en redes.

#### Ideología
La principal idea que defienden ambas asociaciones es el regionalismo de Andalucía Oriental. Sin embargo, también incluyen muchas otras propuestas que consideran necesarias para la región de Andalucía Oriental. De este modo, la Plataforma por Andalucía Oriental también propugna:
- La descentralización dentro de la comunidad autónoma de Andalucía[58] y un fortalecimiento de las diputaciones traducido en una mayor delegación de poder hacia ellas, en contraposición con el presunto «centralismo sevillano», pese a que la sede del poder judicial, encarnada por el Tribunal Superior de Justicia de Andalucía, está en Granada.[59] En relación con lo anterior, exige, por ejemplo, que la Alhambra y la Alcazaba de Almería sean gestionadas desde Granada y Almería, respectivamente, y no desde Sevilla. A su vez, denuncia una supuesta «sumisión» de los políticos de Andalucía Oriental al control de los dirigentes sevillanos dentro de los principales partidos políticos de Andalucía.[60]
- En lo referente a las infraestructuras, la PAO piensa que Andalucía Oriental se encuentra «olvidada y marginada» por parte de la Junta de Andalucía, por lo que entre sus propuestas se encuentran muchas relacionadas con la mejora y construcción de edificios y vías de transporte. Por ejemplo, solicita la recuperación del tren Guadix-Almendricos, clausurado en 1985,[61] el cese de la paralización de la autovía Linares-Albacete (A-32)[62] y el cambio en el recorrido del Corredor Mediterráneo, pidiendo que pase por la Costa Granadina y el Poniente Almeriense.[63]
- En lo referente a los medios de comunicación, la PAO solicita una mayor atención por parte de Canal Sur a la provincia de Jaén en particular y a toda Andalucía Oriental en general, así como una mayor presencia de las expresiones culturales de Andalucía Oriental en este medio de comunicación.[64][65]
- Sobre la cultura, pide mayor promoción de las manifestaciones culturales de Andalucía Oriental como los bolos serranos[66] o el trovo.[67] También exige más interés por parte de la Junta de Andalucía hacia los edificios históricos de Andalucía, quejándose especialmente del abandono del Cortijo del Fraile, que inspiró la obra Bodas de Sangre de Federico García Lorca,[68] y de la negligencia por los daños ocasionados a la Alcazaba de Almería.[69][70]

#### Resultados electorales

Logotipo del Partido Regionalista por Andalucía Oriental (PRAO), único partido en la actualidad de ideología regionalista de Andalucía Oriental.

El Partido Regionalista por Andalucía Oriental se ha presentado a varios procesos electorales, obteniendo resultados testimoniales. Así, se presentó a las elecciones municipales de 2011, en los municipios de Granada y Padul, siendo cabezas de lista Joaquín Muñoz Arias y Salvador Ruiz Molina respectivamente. En Granada obtuvo 664 votos, el 0,57 % de los votos válidos. En Padul consiguió 223 (5,05%), sin tampoco lograr representación en el consistorio.
En las elecciones generales de ese mismo año, fue una de las ocho fuerzas políticas que presentaron candidaturas en las circunscripciones de Jaén, Granada y Almería. Obtuvo un total de 2483 votos: 1367 en la provincia de Jaén (0,33 %), 246 en Almería (0,07 %), y 870 en Granada (0,17 %). También presentó un candidato al Senado en cada circunscripción, obteniendo 940 votos en Almería, 1862 en Granada y 1077 en Jaén.
El PRAO también se presentó a las elecciones autonómicas andaluzas de 2012. Presentó a José Antonio Rueda como cabeza de lista por la provincia de Almería, a Manuel Pérez López por la de Granada y a Miguel Ángel Rus Casado por la de Jaén. Según los resultados oficiales, el PRAO habría obtenido 1063 votos. De ellos, 193 en Almería (0,07 %), 658 en Granada (0,14 %) y 211 en Jaén (0,05 %).

#### Críticas
Pese a los pocos años de trayectoria de la PAO y del PRAO, su programa ya ha recibido varias críticas y comentarios por parte de otros sectores políticos. Según declaraciones realizadas en 2009 por el secretario general en Granada del PSOE, Francisco Álvarez de la Chica, el éxito del movimiento político debe medirse por los resultados electorales y comparó al PP, partido gobernante en las capitales orientales andaluzas, con estas asociaciones: según él, «el revivir de estos proyectos tiene mucho que ver con la actitud del Partido Popular en las capitales en las que gobierna. El PP está sembrando la teoría del agravio comparativo e intenta deslegitimar al poder autonómico porque así cree que deslegitima al PSOE». Al mismo tiempo, reconoció que el ideario del PRAO toca temas importantes que no deben ser descuidados por los partidos mayoritarios. Gaspar Zarrías, también del PSOE, afirmó que los debates regionalistas son negativos para el proyecto de Andalucía.
El profesor de Derecho Administrativo de la Universidad de Granada José Torné-Dombidau y Jiménez criticó el centralismo sevillano y su acaparación de competencias, servicios e instituciones, y concluyó que la agrupación de Granada junto con otras provincias de Andalucía Oriental o Murcia sería justificable históricamente y viable desde el punto de vista económico y administrativo, por las posibilidades de reapertura de comunicaciones hacia la próspera zona del Levante español. Similares críticas al centralismo sevillano surgieron a raíz del debate sobre la creación de una Gran Caja andaluza, en el que se comentó el fracaso de la autonomía para promover un sentimiento de unidad entre todos los andaluces en estos términos:

No parece que tampoco haya servido para integrarnos territorialmente, con las rencillas interprovinciales tan vivas, o más, que nunca y un incipiente movimiento partidario de la escisión de Andalucía Oriental.

Sobre el tema del localismo político también se ha pronunciado el profesor de Ciencias Políticas de la Universidad de Granada Fernando Fernández-Llebrez, que afirma:

El mantenimiento de la mentalidad localista no ha sido discutido ni social ni políticamente lo suficiente como sería necesario. La débil conciencia de Andalucía como un único territorio, lo que se vincula con la escasa vertebración del transporte público ferroviario en Andalucía, y la excesiva definición de dicho proyecto desde concepciones de agravio comparativo son armas de doble filo. Ni son buenas para la configuración de la propia comunidad autónoma, ni tampoco para su articulación interior.